# Буйское (Нижегородская область)
Буйское — деревня в Тонкинском районе Нижегородской области. Входит в сельское поселение Вязовский сельсовет.

## География
Находится на расстоянии примерно 10 километров по прямой на восток от районного центра поселка Тонкино.

## История
Известна с 1891 года, когда в ней было учтено дворов 21 и жителей 154, в 1905 году 28 и 176 соответственно. В 1926 было учтено дворов 35 и жителей 213.

## Население
Постоянное население составляло 8 человек (русские 100 %) в 2002 году, 1 в 2010.